# Fosfati di manganese
I fosfati di manganese sono composti chimici che all'interno della struttura presentano sia ioni fosfati che ioni manganese. Generalmente poco solubili, il loro colore può variare a seconda dello stato di ossidazione degli ioni manganese e da altri elementi presenti.

## Presenza in natura
I fosfati di manganese sono presenti in natura in molteplici forme minerali, spesso contenenti anche altri metalli come il ferro.
Si annoverano numerosi minerali classificati come fosfati e contenenti importanti quantità in peso di manganese. I più importanti tra essi sono:

### Classificazione Nickel-Strunz 8.A
- Ferrisicklerite Li(Fe+++,Mn++)PO4
- Natrophilite NaMnPO4
- Litiofilite LiMnPO4
- Purpurite Mn+++PO4
- Sicklerite Li(Mn++,Fe+++)PO4
- Simferite Li(Mg,Fe+++,Mn+++)2(PO4)2
- Chopinite (Mg,Fe)3(PO4)2
- Sarcopside (Fe++,Mn,Mg)3(PO4)2
- Beusite (Mn++,Fe++,Ca,Mg)3(PO4)2
- Graftonite (Fe++,Mn,Ca)3(PO4)2
- IMA2008-054 NaCaMn2(PO4)[PO3(OH)]2
- Alluaudite NaCaFe++(Mn,Fe++,Fe+++,Mg)2(PO4)3
- Hagendorfite NaCaMn(Fe++,Fe+++,Mg)2(PO4)3
- Ferroalluaudite NaCaFe++(Fe++,Mn,Fe+++,Mg)2(PO4)3
- Maghagendorfite NaMgMn(Fe++,Fe+++)2(PO4)3
- Varulite NaCaMn(Mn,Fe++,Fe+++)2(PO4)3
- Bobfergusonite Na2Mn++5Fe+++Al(PO4)6
- Ferrowyllieite (Na,Ca,Mn)(Fe++,Mn)(Fe++,Fe+++,Mg)Al(PO4)3
- Qingheiite Na2(Mn++,Mg,Fe++)(Al,Fe+++)(PO4)3
- Rosemaryite (Na,Ca,Mn++)(Mn++,Fe++)(Fe+++,Fe++,Mg)Al(PO4)3
- Wyllieite (Na,Ca,Mn++)(Mn++,Fe++)(Fe++,Fe+++,Mg)Al(PO4)3
- Fillowite Na2Ca(Mn,Fe++)7(PO4)6
- Johnsomervilleite Na2Ca(Mg,Fe++,Mn)7(PO4)6
- Panethite (Na,Ca,K)2(Mg,Fe++,Mn)2(PO4)2
- Stanfieldite Ca4(Mg,Fe++,Mn)5(PO4)6
- IMA2008-064 Na16Mn++25Al8(PO4)30

### Classificazione Nickel-Strunz 8.B
- Frondelite Mn++Fe+++4(PO4)3(OH)5
- Gatehouseite Mn++5(PO4)2(OH)4
- Idrossilwagnerite Mg2(PO4)(OH)
- Josteite (Mn++,Mn+++,Fe+++)2(PO4)O
- Lipscombite (Fe++,Mn)Fe+++2(PO4)2(OH)2
- Magniotriplite (Mg,Fe++,Mn)2(PO4)F
- Rockbridgeite (Fe++,Mn)Fe+++4(PO4)3(OH)5
- Staněkite Fe+++(Mn,Fe++,Mg)(PO4)O
- Triplite (Mn,Fe++,Mg,Ca)2(PO4)(F,OH)
- Triploidite (Mn,Fe++)2(PO4)(OH)
- Väyrynenite Mn++Be[(OH,F)]PO4]
- Waterhouseite Mn7(PO4)2(OH)8
- Wolfeite (Fe++,Mn++)2(PO4)(OH)
- Zwieselite (Fe++,Mn)2(PO4)F

## Sintesi
Oltre che per usi industriali i fosfati di manganese trovano talvolta impiego come catalizzatori. A livello accademico sono studiati anche per la variabilità strutturale. La sintesi è ottenuta per metodo idrotermico o per alte temperature. 

### Fosfati di manganese sintetici
composti del manganese (III)
- MnP3O9
- MnPO4•H2O
- MnHP2O7

composti del manganese (II)
- MnP4O11
- MnP2O7
- β-Mn3(PO4)2
- Mn2P2O7 2H2O
- Mn(H2PO4)2•2H2O
- Mn7(HPO4)4(PO4)2
- Mn(HPO4)•3H2O
- Mn6(PO4)4•H2O
- gatehouseite
- hureaulite
- triploidite
- switzerite

composti di valenza mista
- bermanite

## Usi
I fosfati semplici di manganese sono impiegati per la fosfatazione, processo di decapaggio di manufatti in metallo a cui viene conferita una maggiore resistenza meccanica e superficiale in genere (come per esempio per gli organi di trasmissione).

## Fonti
- N. Stock, Synthesis and characterization of Mn6(PO4)4 H2O, Z.Naturforsch., 57B, (2002), 187-192